# Pullman Bus
Empresa de Transporte Pullman, mais conhecida como Pullman Bus, é uma das grandes empresas de transporte terrestre em Chile, este opera no transporte de ónus, passageiros e logística.